# Jedna ruka netleská
Jedna ruka netleská je česká filmová komedie režiséra Davida Ondříčka z roku 2003.

## Námět filmu
Film je černou komedií s kriminálními prvky a detektivní zápletkou. Hlavním hrdinou je Standa, nepoučitelný smolař, právě propuštěný z vězení. Jeho bývalý šéf Zdeněk mu dluží peníze a Standa doufá, že by se jeho osud mohl obrátit k lepšímu a že si splní to, o čem sní. Potká ale Ondřeje, který je na tom ještě hůř...
Na tomto pozadí pak vzniká množství humorných i absurdních situací směřujících k překvapivému závěru.

## Osoby a obsazení
| Jiří Macháček              | Standa (Stanislav Mareš)       |
| Ivan Trojan                | Zdeněk Vetchý                  |
| Marek Taclík               | Ondřej Koníček                 |
| Klára Pollertová-Trojanová | Sandra Vetchá                  |
| Isabela Smečková-Bencová   | Martina                        |
| Kristina Lukešová          | Andrea                         |
| David Matásek              | Jan                            |
| Vladimír Dlouhý            | Martinin otec                  |
| Jan Tříska                 | Standův otec                   |
| Sára Voříšková             | Nikolka (Nikol Vetchá)         |
| Martin Janda               | Davídek (David Vetchý)         |
| Martin Myšička             | psychiatr, bratr Sandry Vetché |
| Tatiana Vilhelmová         | redaktorka                     |
| David Novotný              | vyšetřovatel                   |
| Lenka Krobotová            | sekretářka                     |
| Radek Holub                | bezdomovec                     |
| Martin Zbrožek             | muž s bombou                   |
| Zdeněk Suchý               | vedoucí supermarketu           |
| Tomáš Rejholec             | bubeník                        |
| Marek Buble                | flétnista                      |
| Pavel Kuřák                | kuchtík Karel                  |
| Karel Vávrovec             | kuchtík Franta                 |
| Dimo Lipitkovský           | zloděj                         |

## Ocenění
Film byl nominován na cenu Český lev v roce 2003 a ve dvou kategoriích byl i oceněn:
- Nejlepší vedlejší mužský herecký výkon – Ivan Trojan
- Nejlepší hudba – Jan P. Muchow
- nominace Nejlepší zvuk – Jakub Čech, Pavel Rejholec
- nominace Cena za nejlepší filmový plakát – Zuzana Lednická, Aleš Najbrt